# Фрідерік Бургінйон фон Баумберг
Фрідерік Бургінйон фон Баумберг намісник і ландпрезидент Герцогства Буковина(16 грудня 1897 – 25 лютого 1903 рр.) Палкий противник національної автономії народів Буковини. Протидіяв Вільнодумному союзові, а саме його спроби втручання у справи імперії та перешкоджання роботі президента.  З приводу нього Микола фон Василько заявляв:
|  | ...відношення руського народу до ... президента краю є того роду, що я можу в імені руського народу спокійно кликнути: правдоподібно до непобачення... |

Після виходу у відставку Бургіньон проживав у Відні як
приватна особа.